# Basilius Valentinus

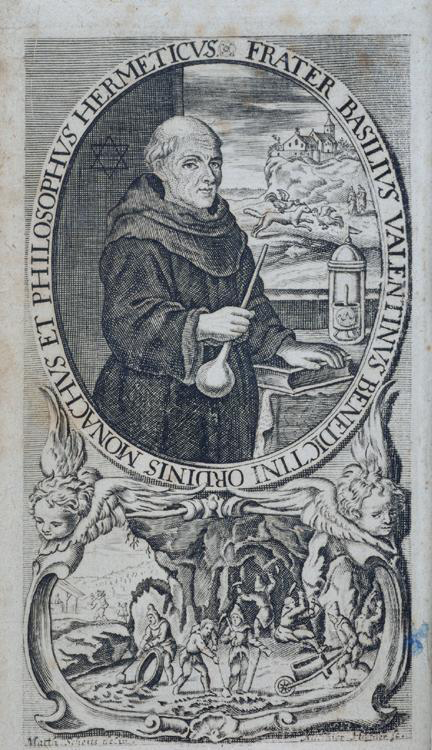
Basilius Valentinus, publiziert 1717

Basilius Valentinus ist ein nicht identifizierter deutschsprachiger Autor alchemistischer Schriften, die in Drucken seit 1599 und in Handschriften seit dem frühen 17. Jahrhundert überliefert sind. Sie wurden mehrfach nachgedruckt, kommentiert und in mehrere europäische Sprachen übersetzt.

## Legende und Forschung
In diesen Schriften tritt Basilius Valentinus als Benediktinermönch auf. Die Legende verortet ihn im Erfurter Peterskloster und legt ihn (mit wechselnden Daten, die aber allesamt nicht durch zeitgenössische Quellen belegt sind) meist ins 15. Jahrhundert, jedenfalls noch vor Paracelsus, mit dem er die Drei-Prinzipien-Lehre (Mercurius, Sulphur und Sal) gemeinsam hat.
Während die Geschichtsschreibung noch im 18. Jahrhundert diskutierte, ob Paracelsus darin nicht auf Basilius zurückgehe, den er verleugnet habe, sieht die moderne Forschung, insbesondere da das Werk des Basilius Valentinus erst ab 1599 allgemein verfügbar wurde, hierbei eine umgekehrte Abhängigkeit. Demnach ist das Basilius-Corpus nicht lange vor Ende des 16. Jahrhunderts entstanden. Die Genese einzelner Schriften ist jedoch nur ansatzweise erforscht.
Heute nimmt die Mehrheit der Forscher an, dass der aus Hessen stammende Alchemist Johann Thölde, der zwischen 1599 und 1604 von Frankenhausen und Leipzig aus die ersten Basilius-Schriften veröffentlichte, ihr eigentlicher Autor oder wenigstens Kompilator war. Dieser Auffassung wird jedoch verschiedentlich widersprochen. Auch dass Joachim Tancke sich hinter Basilius Valentinus verbergen könnte, wurde erörtert.
Seine Schriften zeigen große Erfahrung in der Chemie, zum Beispiel beschreiben sie die Herstellung von Säuren (zum Königswasser aus Salpeter- und Salzsäure) und deren Verwendung, zum Beispiel von Scheidewasser zur Trennung von Gold und Silber. Er beschreibt auch Verbesserungen von Laborgeräten. In seinem Hauptwerk Triumphwagen des Antimon beschreibt er (wie auch Paracelsus) die innere Anwendung von Antimon, das nach ihm zur Reinigung des Körpers von Giften dient (wie es auch in der Metallurgie zur Reinigung von Gold verwendet wird). Dabei wird das Antimonerz sanft erhitzt, bis es nicht mehr raucht und danach zu einem Glas geschmolzen, das man dann in Alkohol und Essig ziehen lässt und mehrfach destilliert. Die dabei entstehende Tinktur enthält kaum noch Antimon, das ein starkes Gift ist, und war das eigentliche Heilmittel. Er beschreibt auch die Verwendung als Brechweinstein. Der Triumphwagen erschien zuerst 1604 in Deutsch und wurde 1646 durch den französischen Arzt und Alchemisten Pierre-Jean Fabre ins Lateinische übersetzt und 1661 erschien eine englische Übersetzung von John Harding. Eine Titelillustration eines allegorischen Triumphwagens erschien zuerst in der lateinischen Ausgabe in Amsterdam 1671 durch Theodor Kerckring und wurde in die deutsche Ausgabe von Johann Hoffmann in Nürnberg 1676 übernommen.

## Drucke
Von Thölde herausgegebene Schriften (Erstdrucke):
- Ein kurtz Summarischer Tractat, Von dem grossen Stein der Uralten. Eisleben 1599, Digitalisat; Transkription des Tractats.
- Zwölff Schlüssel, Erstdruck als Anhang zu Kurtz Summarischer Tractat, Eisleben 1599. Transkription der Zwölf Schlüssel.
- Summarischer Bericht, von dem Lapide Philosophorum. Zerbst 1602.
- De occulta philosophia. Oder Von der heimlichen Wundergeburt der sieben Planeten vnd Metallen. Leipzig 1603. .Digitalisat und Volltext im Deutschen Textarchiv
- Von den Natürlichen unnd ubernatürlichen Dingen. Leipzig 1603. Digitalisat und Volltext im Deutschen Textarchiv
- TriumphWagen Antimonii. Hrsg. von Johann Thölde und Joachim Tancke. J. Popporeich für J. Apel, Leipzig 1604.

Nach Thöldes Tod herausgegebene Schriften (Erstdrucke):
- Conclusiones Oder Schlußreden. Erfurt 1622.
- Letztes Testament und Offenbahrung der himmlischen und irrdischen Geheimnüß (Testamentum Ultimum). Jena 1626 in zwei Teilen (Teilausgabe durch Claromontanus), Straßburg 1651 in fünf Teilen (vollständige Ausgabe durch Dietzel)
  - Englische Übersetzung von Letzten Testament und Zwölff Schlüssel in: The Last Will and Testament of Basil Valentine, London 1671

Gesamtausgabe (darin auch unechte Schriften):
- Chymische Schriften alle, soviel derer vorhanden. 2 Bände. J. Naumann und G. Wolff, Hamburg 1677 (u.ö.); Reprint Hildesheim 1976. Band 1 (PDF; 33,0 MB), Band 2 (PDF; 27,3 MB)
  - In der 5. Auflage von 1740[7] wurden in einem dritten Band zusätzliche Schriften aufgenommen (bis 1775 nachgedruckt), eine lateinische Ausgabe (Basilii Valentini scripta chymica) erschien 1770 in Hamburg.

Sonstiges:
- Tractatus chymicus de quinta essentia. Das ist: Chymisches Werck von dem Fuenfften Wesen […] ans Licht gestellet worden von Sincero Aletophilo. A. Crusius, Erfurt 1738.

Für die Bibliographie kommt erschwerend hinzu, dass nach Thöldes Tod auch ein Abschnitt aus Thöldes Haligraphia sowie Nicolaus Soleas Bergwerckschatz („Büchlein von dem Bergwergk“) unter dem Namen des Basilius abgedruckt wurde, sodass es immer wieder zu vorschnellen Identifizierungen gekommen ist.

## Ehrungen
1845 benannte Wilhelm von Haidinger in Gedenken an Basilius Valentinus das bisher meist als Antimonblüte bekannte Mineral in Valentinit um.